# Зенкин, Константин Владимирович
Константи́н Влади́мирович Зе́нкин (род. 12 марта 1958, Москва) — советский и российский музыковед, пианист, педагог. Доктор искусствоведения (с 1996), профессор (с 2000).

## Биография
- В 1976 году окончил Центральную музыкальную школу при Московской консерватории как пианист. В 1981 году окончил фортепианный факультет МГК им. П. И. Чайковского (по классу Е. В. Малинина), а в 1983 — и историко-теоретический (руководитель — Е. М. Царёва).
- В 1982—2002 годах преподавал в Центральной музыкальной школе при Московской консерватории. С 1990 года преподаёт в Московской консерватории (с 1993 старший преподаватель, с 1995 доцент, с 1998 профессор (кафедра истории зарубежной музыки), с 2009 проректор по научной работе).

## Научная деятельность
- С 1987 года — кандидат искусствоведения (тема диссертации «Фортепианная миниатюра Шопена и её место в историко-художественном процессе», научный руководитель — Е. М. Царёва, защита в Ленинградской консерватории).
- С 1996 года — доктор искусствоведения (тема диссертации «Фортепианная миниатюра и пути музыкального романтизма», защита в МГК им. П. И. Чайковского).
- В 2001 году проходил научную стажировку в Институте музыкознания Венского университета у профессора Г. Грубера.

### Основные труды

#### Книги
- Зенкин К. В. Фортепианная миниатюра Шопена. М., 1995.
- Зенкин К. В. Фортепианная миниатюра и пути музыкального романтизма. М., 1997.
- Жабинский К. А., Зенкин К. В. Музыка в пространстве культуры. Вып. 1. Ростов-на-Дону, 2001.
- Жабинский К. А., Зенкин К. В. Музыка в пространстве культуры. Вып. 2. Ростов-на-Дону, 2003.
- Жабинский К. А., Зенкин К. В. Музыка в пространстве культуры. Вып. 3. Ростов-на-Дону, 2005.
- Зенкин К. В. Музыка — Эйдос — Время. А. Ф. Лосев и горизонты современной науки о музыке. — М.: Издательство «Прогресс-традиция», 2015.

#### Статьи
| - Зенкин К. В. Шуберт и романтизм. О некоторых аспектах свободы выражения в фортепианных пьесах // Шуберт и шубертианство: Материалы научного симпозиума. Харьков, 1994. - Зенкин К. В. Мендельсон и развитие романтической фортепианной миниатюры // Ф. Мендельсон-Бартольди и традиции музыкального профессионализма. Харьков, 1995. - Зенкин К. В. Диалектика классической и аклассической формы в фортепианной миниатюре Шумана // Роберт Шуман и перекрестье путей музыки и литературы. Харьков, 1997. - Зенкин К. В. Вальсы Шуберта в истории музыки // Франц Шуберт. Материалы международной научной конференции к 200-летию со дня рождения. М., 1997. - Зенкин К. В. Слово в фортепианных произведениях Листа Архивная копия от 4 марта 2016 на Wayback Machine // Ференц Лист и проблемы синтеза искусств: Сб. научных трудов / Сост. Г. И. Ганзбург. Под общей ред. Т. Б. Веркиной. — Харьков: РА — Каравелла, 2002. Архивная копия от 15 июля 2014 на Wayback Machine - Зенкин К. В. Фаустовская тема в музыке Рахманинова // Творчество С. В. Рахманинова в контексте мировой музыкальной культуры. – Тамбов – Ивановка: Изд-во ТГТУ, 2003. ISBN 5-8265-0242-8 - Zenkin К. On the Religious Foundations of A. F. Losev's Philosophy of Music // Studies in East European Thought. Vol. 56, 2004. Kluwer Academic Publishers. Printed in the Netherlands - Зенкин К. В. Мария Юдина и немецкая культура // Невельский сборник. Вып. 9. СПб., 2004. - Зенкин К. В. Лики в живописи Бориса Григорьева в связи с понятием лика в русской религиозной философии // Борис Григорьев и художественная культура XX века. Материалы 3 Григорьевских чтений. Псков, 2004. - Зенкин К. В. Мария Юдина в истории интерпретации старинной музыки // Старинная музыка сегодня. Ростов-на-Дону, 2004. - Зенкин К. В. Джон Кейдж и «час нуль» культуры // Джон Кейдж. К 90-летию со дня рождения. М., 2004. - Зенкин К. В. К вопросу о симфонизме // Музыкальное искусство и проблемы современного гуманитарного мышления. Вып. 1. Волгоград, 2004. - Зенкин К. В. Философия музыки как сверхрационалистическая трансмифология // Музыкальное искусство и проблемы современного гуманитарного мышления. Вып. 5. Волгоград, 2004. - Зенкин К. В. Мистерия и границы искусства в авангарде второй половины XX века // Музика у просторi культури. Киев, 2004. - Зенкин К. В. Искусство в свете мифа и религии. К изучению эстетики А. Ф. Лосева // Новое сакральное пространство. Духовные традиции и современный культурный контекст. М., 2004. - Зенкин К. В. «Фауст» в музыке С. В. Рахманинова // Гёте в русской культуре XX века. Изд. 2-е, доп. М., 2004. - Зенкин К. В. Тема эйдетичности искусства в русской религиозно-философской мысли) Вяч. Иванов – П. Флоренский – А. Лосев) // Энтелехия, 2004, № 8 (Кострома). - Зенкин К. В. К вопросу о симфонизме // Музыкальная культура и искусство. Вып. 5. Новосибирск, 2005. - Зенкин К. В. Байройт-2004: поединок с Вагнером // Музыка и время, 2005, № 5 - Зенкин К. В. О религиозных основах философии музыки А. Ф. Лосева // Философия и будущее цивилизации. Тезисы докладов 4-го Российского философского конгресса. Т. 2. М., 2005. - Зенкин К. В. Идея «Свободной теургии» Вл. Соловьева и её трансформации в XX в. // Владимир Соловьев и культура Серебряного века. М., 2005. - Зенкин К. В. Любительство как фактор музыкальной культуры XIX века // Любительство в художественной культуре: История и современность. Ученые записки ИУБиП, 2005, № 2. Ростов-на-Дону, 2005. - Зенкин К. В. Германия // История зарубежной музыки. XX век. М., 2005. - Зенкин К. В. С. В. Рахманинов и фаустовская тема // Проблемы взаемодiï мистецтва, педагогіки та теорiï i практики освіти. Харьков, 2005. - Зенкин К. В. Фаустовская тема в Первой фортепианной сонате Рахманинова // Сергей Рахманинов. История и современность. Ростов-на-Дону, 2005. - Зенкин К. В. О симфонизме Брукнера и его внемузыкальных основаниях // // Сергей Рахманинов. История и современность. Ростов-на-Дону, 2005. - Зенкин К. В. М. В. Юдина и Б. Л. Яворский в истории интерпретации музыки И. С. Баха // Венок Яворскому. Саратов, 2005. - Зенкин К. В. К вопросу о симфонизме // Музыка и глобализация культуры. Минск, 2005. - Зенкин К. В. Учение Григория Паламы о сущности и энергиях и философия музыки А. Ф. Лосева // Aesthetics as a Religious Factor in Eastern and Western Christianity. Peeters. Leuven – Paris – Dudley, Музыкальная академия, 2005. - Зенкин К. В. Стилеобразование в музыке XX века и проблемы симфонизма // Материалы международной конференции «III Серебряковские чтения». Кн. 1. Музыковедение, философия искусства. Волгоград, 2006. - Зенкин К. В. «Руслан и Людмила» Глинки и волшебная опера Запада (истоки и параллели) // М. И. Глинка. К 200-летию со дня рождения. Том 2. М., 2006. - Зенкин К. В. Фортепиано в мире Глинки // М. И. Глинка. К 200-летию со дня рождения. Том 2. М., 2006. - Зенкин К. В. М. В. Юдина и музыка XX века // Звучащая жизнь музыкальной классики XX века. М., 2006. - Зенкин К. В. К истории обработок произведений Шуберта в России // Франц Шуберт и русская музыкальная культура / Отв. ред. Ю. Н. Хохлов. М., 2009. - Зенкин К. В. О русских теоретических концепциях истории музыки Архивная копия от 4 марта 2016 на Wayback Machine // Журнал Общества теории музыки. — 2013. — Вып. 1. |